# 박진호 (희극인)
박진호(1989년 5월 6일 ~ )는 대한민국의 희극인으로, KBS 31기 공채 개그맨으로 데뷔하였다.

## 방송
- KBS2 《개그콘서트》

〈무비 리틀 텔레비전〉
〈억울한 영길씨〉
〈나타나〉
〈돌아가〉
〈봇말려〉진호봇 역
〈핵갈린 늬우스〉
〈아무 말 대잔치〉
〈으샤 빠샤〉
〈꼬맨스〉유치원생 심문규의 아빠 역
〈I.돌.I〉
〈다있show〉
〈니가 인간이니〉
〈랜덤 울화통〉
- EBS1 《생방송 보니하니》, 《생방송 방과 후 듄듄》

## 유행어
- 나는 심장이 없어 x2 (봇말려)
- 아닙니다... (봇말려)
- 아니래두요... (봇말려)
- 아들~ (꼬맨스)
- 그렇다면 지가 한번 해보겠슈(다있show)